# Krzywa Kocha

Płatek Kocha

Krzywa Kocha – krzywa fraktalna, którą można zdefiniować jako pewien atraktor IFS lub jako granicę ciągu krzywych opisanych poniżej. Krzywa ta jest nieskończenie długa, mieści się jednak na skończonej powierzchni – można więc narysować pewne jej przybliżenie
Została ona opisana po raz pierwszy w pracy Sur une courbe continue sans tangente obtenue par une construction géométrique élémentaire przez Helgego von Kocha w roku 1904.
Połączenie trzech krzywych przypomina płatek śniegu i nazywane jest płatkiem Kocha (na rysunku obok).

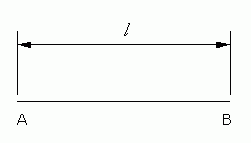
Krok 0

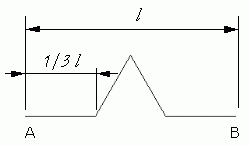
Krok 1

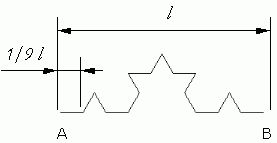
Krok 2

## Tworzenie krzywej Kocha
Krzywa Kocha powstaje z odcinka, poprzez podzielenie go na 3 części i zastąpienie środkowej ząbkiem (o ramieniu długości równej 1/3 odcinka) takim, że wraz z usuwaną częścią tworzy trójkąt równoboczny. Krok ten jest powtarzany w nieskończoność, dla każdego fragmentu odcinka.

### Krok 0
Krzywa Kocha w kroku zerowym {\displaystyle (k=0)} jest odcinkiem. Zostanie on podzielony na 3 równe części, a środkową zastąpią dwa odcinki długości {\displaystyle {\tfrac {1}{3}}l,} nachylone względem niej pod kątem 60°. Wraz z wyciętym fragmentem mogłyby one utworzyć trójkąt równoboczny.

### Krok 1
Krzywa Kocha w kroku pierwszym {\displaystyle (k=1),} po transformacji zawiera 4 odcinki, każdy równy {\displaystyle {\tfrac {1}{3}}l.} W kolejnym kroku każdy z tych odcinków ponownie zostanie podzielony na 3 części, a środkową znów zastąpimy dwoma odcinkami.

### Krok 2
Krzywa Kocha w kroku drugim {\displaystyle (k=2)} zawiera już 16 odcinków, każdy długości {\displaystyle {\tfrac {1}{9}}l.} W kolejnym kroku {\displaystyle (k=3)} powstanie 64 odcinków, każdy długości {\displaystyle {\tfrac {1}{27}}l} itd.

## Wymiar
Aby obliczyć wymiar pojemnościowy (Kołmogorowa) krzywej Kocha, należy rozpatrzyć {\displaystyle k}-ty krok konstrukcji. Wtedy istnieje {\displaystyle 4^{k}} odcinków, każdy długości {\displaystyle ({\tfrac {1}{3}})^{k}=3^{-k},} tak więc:
{\displaystyle d=\lim \limits _{k\to \infty }{\frac {\log \left(4^{k}\right)}{\log \left({\frac {1}{3^{-k}}}\right)}}={\frac {\log(4)}{\log(3)}}\approx 1{,}26186}